# Alexa Marie Dannemiller
Alexa Marie Dannemiller (* 9. Juni 1993 in West Chester, USA) ist eine US-amerikanische Volleyballspielerin.

## Volleyball-Karriere
Alexa „Lexi“ Maria Dannemiller begann in der dritten Klasse mit dem Volleyballsport. Zunächst wurde sie von ihrer Mutter, der früheren kolumbianischen Nationalspielerin Maria Carbonari trainiert.
Von 2011 bis 2014 spielte Dannemiller für das Team der University of Michigan, die Michigan Wolverines, und studierte parallel Psychologie. Während ihres vierjährigen Engagements erhielt sie zahlreiche Auszeichnungen. Nach ihrer Zeit in Michigan beendete sie zunächst ihre aktive Laufbahn im Hallenvolleyball, spielte Beachvolleyball und betätigte sich als Trainerin. Später entschied sich Dannemiller zu einer Rückkehr zum Hallenvolleyball. Zur Saison 2016/17 wechselte sie zum Schweriner SC. Dort wurde sie Deutscher Volleyball-Meister. Zudem wurde Dannemiller im April 2017 in den Kader der US-amerikanischen Volleyball-Nationalmannschaft berufen. Nach der Saison wechselte Dannemiller zum französischen Meister und Champions-League-Teilnehmer ASPTT Mulhouse. Mit der Mannschaft gewann sie 2018 den französischen Supercup. Zur Saison 2018/19 ging sie zum SC Potsdam und kehrte damit in die erste Bundesliga zurück. 2019 beendete Dannemiller ihre Volleyball-Karriere.